# 2022년~2023년 미국 국방부 문서 유출
2022–2023년 미국 국방부 문서 유출은 2023년 4월 미국의 해외 정보 기밀 문서가 트위터, 텔레그램, 4chan에서 유포된 사건이다. 매사추세츠주 방위군 공군인 잭 테세이라는 매사추세츠주 다이턴에 있는 그의 부모님 집에서 문서의 출력물 사진을 찍어 "Thug Shaker Central"이라는 서버의 인스턴트 메시징 플랫폼 디스코드에 게시했다. 게시물 중 제일 빠른 게시물은 2022년 10월에 게시된 것이다.
이 문서는 주로 러시아-우크라이나 전쟁과 관련이 있지만 조선민주주의인민공화국, 중국, 이란, 아랍에미리트를 포함한 국가에 대한 외국 정보 평가도 있다. 또한 유출된 문서에는 합동 참모부의 작전 브리핑이 포함되어 있다.
이 사건은 미국과 파이브 아이즈 사이의 외교적 위기를 촉발시켰다. 국방부, 백악관, 국무부, 미국 정보 기관으로 구성된 기관 간 노력이 유출된 사건을 조사하였으며, 법무부와 연방수사국은 유출자에 대한 형사 조사를 시작했다. 미국 관리들은 러시아가 유출 배후에 있다고 비난했다. 우크라이나와 러시아는 문서에 왜곡된 수치가 포함되어 있다고 말하면서 유출을 경시했다. 유출에 대한 특정 주장은 대한민국과 이집트와 같은 일부 국가에서 거부되었다. 2023년 4월 13일 FBI는 유출과 관련하여 잭 테세이라를 체포했다.